# Aron de Koning
Aron de Koning (Veenendaal, 23 augustus 1996) is een Nederlands voetballer die als middenvelder voor De Graafschap speelde.

## Carrière
Aron de Koning speelde in de jeugd van VV DOVO, Vitesse en De Graafschap. Hij maakte zijn debuut in het betaalde voetbal op 19 augustus 2016 in de met 3-1 gewonnen thuiswedstrijd tegen Jong FC Utrecht. Hij kwam in de 87e minuut in het veld voor Piotr Parzyszek. Aron heeft in totaal vier wedstrijden gespeeld voor BV De Graafschap, verder speelde hij zijn wedstrijden voor Jong De Graafschap in de Derde divisie zondag. In 2017 vertrok hij naar VV DOVO, waar hij een jaar speelde. Sinds 2018 speelt hij voor VV De Merino's.

### Statistieken
| Seizoen                        | Club             | Land           | Competitie     | Competitie | Competitie | Beker | Beker | Totaal | Totaal |
| Seizoen                        | Club             | Land           | Competitie     | Wed.       | Dlp.       | Wed.  | Dlp.  | Wed.   | Dlp.   |
| ------------------------------ | ---------------- | -------------- | -------------- | ---------- | ---------- | ----- | ----- | ------ | ------ |
| 2016/17                        | BV De Graafschap | Nederland      | Eerste divisie | 4          | 0          | 0     | 0     | 4      | 0      |
| Carrièretotaal                 | Carrièretotaal   | Carrièretotaal | Carrièretotaal | 4          | 0          | 0     | 0     | 4      | 0      |
| Bijgewerkt op 17 februari 2019 |                  |                |                |            |            |       |       |        |        |